# Armata a 3-a (RSFSR)
Armata a 3-a a fost o armată de teren a Armatei Roșii în timpul Războiului Civil Rus. A fost formată de trei ori: în februarie 1918 pentru a lupta împotriva românilor din Basarabia, în 20 iulie 1918 pentru conflictele de pe Frontul de Est și la 11 iunie 1920 pentru războiul polono-sovietic.

## Istorie

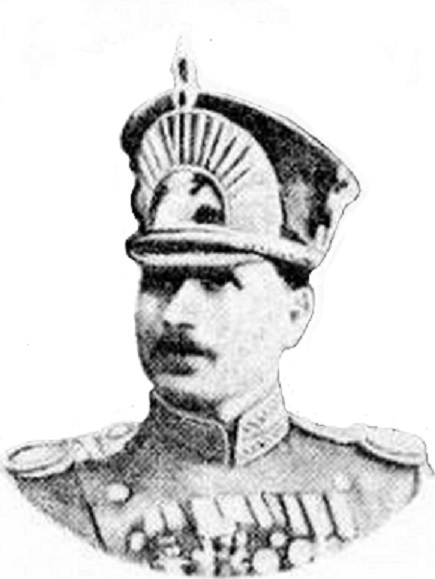
Mihail Muraviev (1880-1918) a fost comandantul primei Armate a 3-a

### Prima formare
Armata a 3-a a fost formată în februarie 1918 pentru a lupta împotriva intervenției militare românești în Basarabia. A fost formată în Odesa și în alte locuri din Republica Sovietică Odesa. Erau grupări revoluționare separate, preponderent bolșevice, socialiste și anarhiste, precum și mici părți ale vechii armate ruse, care au luptat în Primul Război Mondial pe Frontul României. La mijlocul lunii februarie, armata a fost întărită cu 3.000 de soldați din detașamentul Krasnogvardeiski sub comanda lui Mihail Artemievici Muraviev, care a sosit de la Kiev. Până în martie 1918, Armata a fost numită Armata Revoluționară Specială a Districtului Odesa sau Armata Specială Odesa. 
Armata a ocupat poziții pe malul stâng al Nistrului cu sediul la Tiraspol și sub comanda lui P. S. Lazarev. Grigore Cotovschi era comandantul Cavaleriei. Armata a făcut parte din forțele armate ale Republicii Sovietice Odesa sub comanda lui Mihail Muraviev. Sarcina Armatei speciale din Odesa nu era doar de a împiedica trupele române să avanseze în Transnistria spre Odesa, ci și să aducă Basarabia înapoi sub controlul Rusiei sovietice. 
Armata a respins încercările românilor de a obține un cap de pod pe partea stângă a Nistrului și la 20 februarie a lansat o contraofensivă. La 2 martie, trupele lui Muraviev au învins pe românii de lângă Rîbnița și Slobozei. Comandamentul Armatei Române, încă în război cu Puterile Centrale, a propus un armistițiu. Au avut loc negocieri de pace în Odesa și Iași. În perioada 5-9 martie, a fost semnat un protocol comun privind încetarea conflictului armat sovieto-român, în cadrul căruia România s-a angajat să își retragă trupele din Basarabia în termen de două luni și să nu întreprindă nicio acțiune militară sau ostilă împotriva Republicii Sovietice Federative Socialiste Ruse. La 8 martie, trupele sovietice au primit un ordin de încetare a acțiunilor militare împotriva trupelor românești. Cu toate acestea, autoritățile române au constatat că trupele austro-germane, care au început să ocupe teritoriul Ucrainei în cadrul Operațiunii Faustschlag de la 18 februarie și care deja au ocupat Kievul și Vinnița, ar ocupa de asemenea în curând Odesa. Prin urmare, la 9 martie, România a capturat Cetatea Albă, încălcând acordul și finalizând obținerea controlului asupra Basarabiei de Sud. Câteva zile mai târziu, armistițiul a fost anulat. 
La 3 martie, trupele austro-ungare au ocupat Balta, amenințând astfel spatele forțelor sud-sovietice. Comandantul M. Muraviev a ordonat Armatei speciale din Odesa să oprească avansarea trupei austro-ungare de-a lungul căii ferate sud-vest. Lupta a izbucnit lângă stațiile de cale ferată din Sloboda și Bârzula în perioada 5-7 martie 1918 între trupele Armatei Roșii și diviziile a 3-a infanterie și a 2-a de cavalerie ale Corpului 12 al Armatei Austriece. În această bătălie, austriecii au pierdut mai mult de 500 de soldați și ofițeri. Apărarea de la Bârzula a fost condusă de marinarul-anarhist Anatoli Jelezniakov (Анатолий Железняков). Dar armata mică și slab organizată din Odesa nu a putut rezista armatei austro-ungare regulate și a fost nevoită să se retragă pe poziții defensive la 10 km nord de Odesa. Consiliul de la Odesa, cu o majoritate covârșitoare, s-a oferit să predea orașul fără luptă. RumCerOd a recunoscut, de asemenea, că apărarea din Odesa era inutilă. La 12 martie, Duma de Stat a preluat puterea la Odessa și a fost de acord cu propunerea austriacă cu privire la evacuarea nestingherită a Armatei Roșii. Mihail Muraviev a fost forțat să se retragă odată cu Armata Odesa spre est. 
La mijlocul lunii martie 1918, prin decizia celui de-al doilea Congres al tuturor sovieticilor din Ucraina (Второй Всеукраинский съезд Советов), Armata Specială Odesa a primit numele Armata a 3-a. După părăsirea Odesei, o parte a armatei s-a îndreptat către Nipru, iar o altă parte a intrat în Crimeea. Flancul din dreapta a devenit parte a Armatei 1, în timp ce alte unități s-au alăturat Armatei a 5-a a lui Kliment Voroșilov. Detașamentul de la Tiraspol a devenit parte a Armatei a 2-a. 
În aprilie 1918, Armata a 3-a s-a aflat în jurul orașului Lozova și avea aproximativ 5.000 de soldați sub comanda lui E.I. Chikvanaia. A încercat în zadar să oprească ofensiva trupelor germane spre Donbass. La sfârșitul lunii aprilie, rămășițele distruse ale Armatei a 3-a s-au retras pe teritoriul RSFSR (provincia Voronej) și s-au alăturat Armatei Speciale 1 din regiunea Liski.

### A doua formare
Pe 20 iulie 1918, Armata a 3-a a fost creată pentru a doua oară din detașamentele așa-zisului front nord-Uralo-Siberian împotriva Mișcării Albe. A făcut parte din Frontul de Est. Aceasta a operat în regiunea Perm, Ekaterinburg (5 iulie - 20 iulie 1919) și Ișim împotriva unor părți ale unităților rebele ale legiunilor cehoslovace și ale gărzii albe. A participat la operațiunile de la  Zlatoust-Chelyabinsk (iulie 1918), Ekaterinburg (august - septembrie 1918) și Perm. După o bătălie puternică, în care a suferit mari pierderi, Armata a 3-a a fost forțată să renunțe la Perm la 24 decembrie 1918. 
După restabilirea capacităților de luptă, Armata a 3-a a cucerit o serie de așezări în februarie 1919 și a oprit ofensiva inamicului pe râul Viatka. În mai-iulie 1919, sub comanda lui Serghei Mejeninov a participat împreună cu Armata a 2-a la contraofensiva de pe frontul de est și a recuperat Permul la 20 iunie - 1 iulie 1919. Mai târziu, în cursul anului, a participat și la operațiunile ofensive de la Petropavl (20 august - 3 noiembrie 1919) și Omsk (4 noiembrie - 16 noiembrie 1919)..
La 15 ianuarie 1920, Armata a 3-a a fost temporar transferată forței de muncă și redenumită Armata 1 a Muncii Revoluționare, în cadrul politicii economice a comunismului militar.

### A treia formare

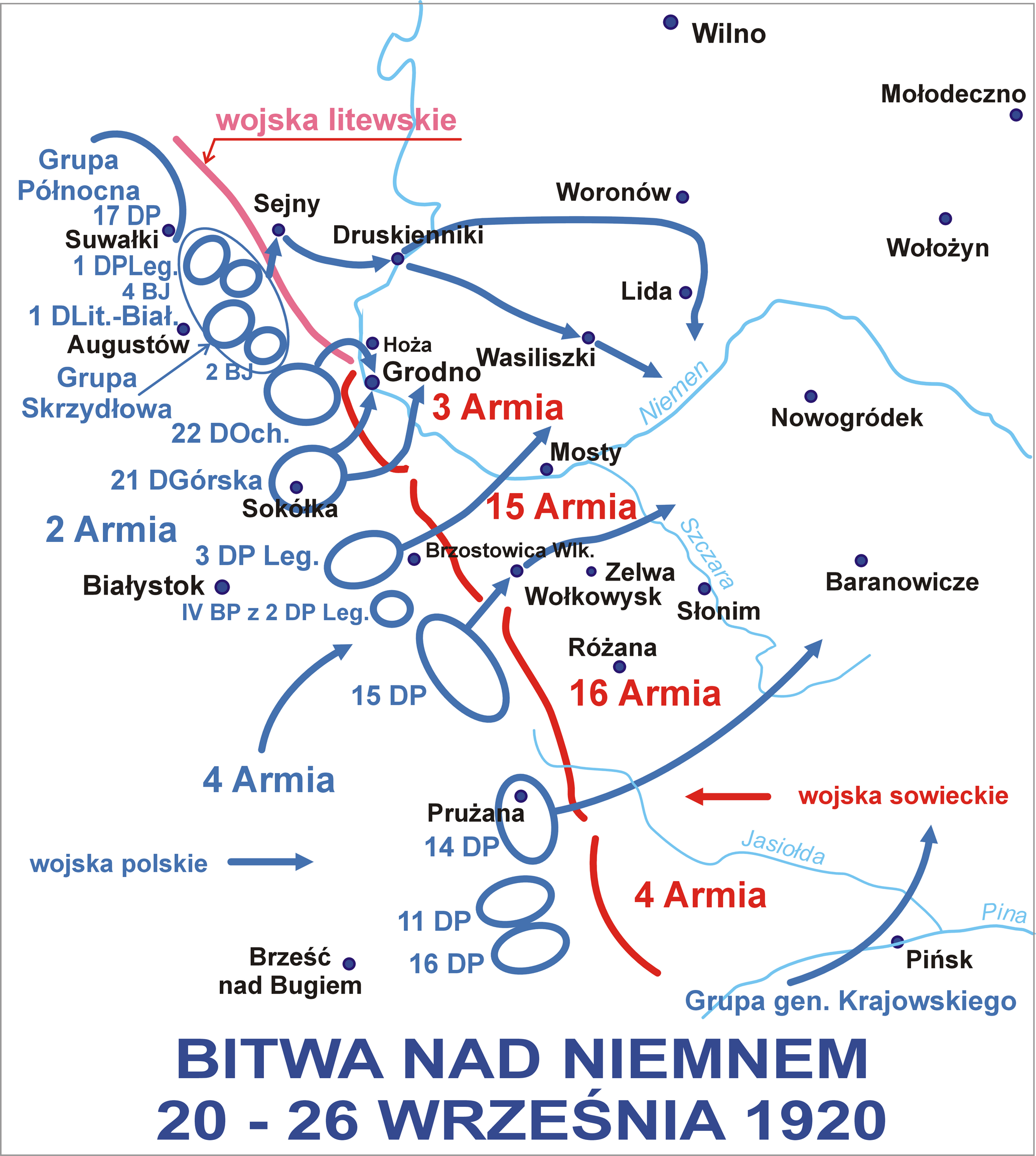
Armata a 3-a în timpul Bătăliei de la Râul Niemen

O nouă Armată a 3-a a fost creată pe 11 iunie 1920 de către comanda frontului vestic din trupele grupului sud al Armatei a 15-a, în timpul războiului sovieto-polonez. 
Armata a 3-a a luptat împotriva polonezilor din jurul Dokșiți (До́кшицы) și Parafianovo (iunie-iulie 1920) și a participat la operațiunea din iulie 1920. În timpul bătăliei de la Varșovia (1920), a dus lupte pe Frontul Central între Kock și Brodi sub comanda lui Vladimir Lazarevici. În septembrie, a purtat lupte în zona Druskininkai și Așmiani și a fost învinsă în bătălia de la râul Niemen (20 - 26 septembrie). În noiembrie-decembrie, a acționat împotriva detașamentelor lui Stanisław Bułak-Bałachowicz din Belarus.
La 31 decembrie 1920, Armata a 3-a a fost desființată și trupele sale s-au alăturat Armatei a 16-a.

## Comandanți

### Comandanți
- Reinholds Bērziņš (20 iulie - 29 noiembrie 1918)
- Mihail Lașevici (30 noiembrie 1918 - 5 martie 1919)
- Serghei Mejeninov (5 martie - 26 august 1919)
- Mihail Alafusov (Actor, 26 august-6 octombrie 1919)
- Mihail Matiiasevici (7 octombrie 1919 - 15 ianuarie 1920).

- Vladimir Lazarevici (12 iunie - 18 octombrie 1920)
- Aleksander Belaia (Actor, 18-24 octombrie 1920)
- Nikolai Kakurin (24 octombrie - 31 decembrie 1920).[1]

### Membrii Consiliului Militar Revoluționar
- Ivar Smilga
- Mihail Lașevici
- Valentin Trifonov
- Nikolai Muralov
- Nikolai Kuzmin